# 普安镇 (剑阁县)
普安镇，是中华人民共和国四川省广元市剑阁县下辖的一个乡镇级行政单位。2020年5月，撤销城北镇、闻溪乡、田家乡、凉山乡，将原城北镇、原闻溪乡、原田家乡和原凉山乡皇柏村、联合村、盐井村、清凉村、松林村、云凤村以及原北庙乡五星村、星光村、青碑村所属行政区域划归普安镇管辖。

## 行政区划
普安镇下辖以下地区：
鼓楼社区、小玲珑社区、卧龙社区、较场坝社区、双剑村、剑西村、中坪村、江东村、剑坪村、灯光村、光荣村、城东村、白虎村、鹤鸣村、银山村、丰光村和同心村。